# 斯文-瑟伦·克里斯托弗森
斯文-瑟伦·克里斯托弗森（德語：Sven-Sören Christophersen，1985年5月9日—），德国前男子手球运动员。他曾代表德国国家队参加2008年夏季奥林匹克运动会手球比赛，获得第九名。